# In the Meantime, Darling
In the Meantime, Darling (bra: Por Enquanto, Querida!) é um filme estadunidense produzido e dirigido por Otto Preminger e estrelado por Jeanne Crain, Frank Latimore, Eugene Pallette e Mary Nash. Foi lançado em 22 de setembro de 1944 pela 20th Century Fox.

## Elenco
- Jeanne Crain ...Maggie Preston
- Frank Latimore ...Lt. Daniel Ferguson
- Stanley Prager ...Lt. Red Pianatowski
- Gale Robbins ...Shirley Pianatowski
- Eugene Pallette ...Henry B. Preston
- Mary Nash ...Vera Preston
- Cara Williams ...Ruby Mae Sayre
- Doris Merrick ...Sra. MacAndrews
- Reed Hadley ...Major Phillips
- Heather Angel ...Sra. Nelson
- Elisabeth Risdon ...Sra. Helen Corkery
- Blake Edwards ...Lt. Eley (sem créditos)
- Ruth Clifford ...Miss Phillips (sem créditos)
- Glenn Langan ...Lt. Larkin (sem créditos)
- Clarence Muse ...Henry (sem créditos))